# Natalya Uryadova
Natalya Nikolayevna Uryadova (Koroliov (Rússia), 15 de março de 1977) é um ex-jogadora de vôlei de praia russa.

## Carreira
Em 2006 ao lado de Alexandra Shiryayeva conquistou a medalha de ouro na edição do Campeonato Europeu realizado em Haia, Fase Final do circuito (Finals CEV) e com esta disputou os Jogos Olímpicos de Verão de 2008, estes realizados em Pequim, ocasião que finalizaram na décima nona posição.